# Payaso de rodeo
«Payaso de Rodeo» es una canción compuesta por Eduardo Gameros, y grabada por la banda mexicano Caballo Dorado, lanzada en septiembre de 1994 como parte de su álbum homónimo.
La canción ganó popularidad en su coreografía y el estribillo de baile en la cultura mexicana, bailando en fiestas cómo XV años, bodas, cumpleaños, Posadas, etc.

## Composición
Payaso de Rodeo, como se nombre lo dice, es una canción de música country en español que habla todo lo que tienen que lidiar las personas que se dedican a este oficio para poder hacer su trabajo.

## Vídeo musical
El vídeo musical fue subido en la plataforma de YouTube por el canal SonicmaX. En el, se muestra a los miembros de la agrupación disfrazados de payasos de rodeo haciendo una presentación en vivo a las afueras de una granja. Conforme pasa el vídeo, se dirigen hacia una plaza de toros mientras se muestran pequeños clips de personas haciendo la famosa coreografía de la canción.